# Faklen Pál
Faklen Pál (Budapest, 1940. október 29. –) újságíró, szerkesztő, kiadó. A Magyar Reklámszövetség volt elnöke.

## Életpálya
A budapesti Eötvös József Gimnáziumban érettségizett 1959-ben és a Marx Károly Közgazdaságtudományi Egyetem elméleti szakán szerzett diplomát 1963-ban. 
Végzés után az egyetem Közgazdász c. lapjának munkatársa. (a Közgazdász hetilapnál cikkeket írt).) majd 1964-1967 között főszerkesztője, 1967-től a Figyelő gazdasági hetilap munkatársa, tördelőszerkesztője, később olvasószerkesztője volt. 1976-ban a Hírlapkiadó Vállalat Reklámszerkesztőségének vezetője, 1977-től a Magyar Idegenforgalmi Tájékoztató Szolgálat igazgatója. 1981-től a Lapkiadó Vállalat főosztályvezetője (idegen nyelvű lapok kiadója), 1985-86-ban a Delta Szaklapkiadó igazgatója, utána a Műszaki Élet utódlapjánál, a Delta-Impulzusnál a lap 1989-es megszűnésig főszerkesztő-helyettes.

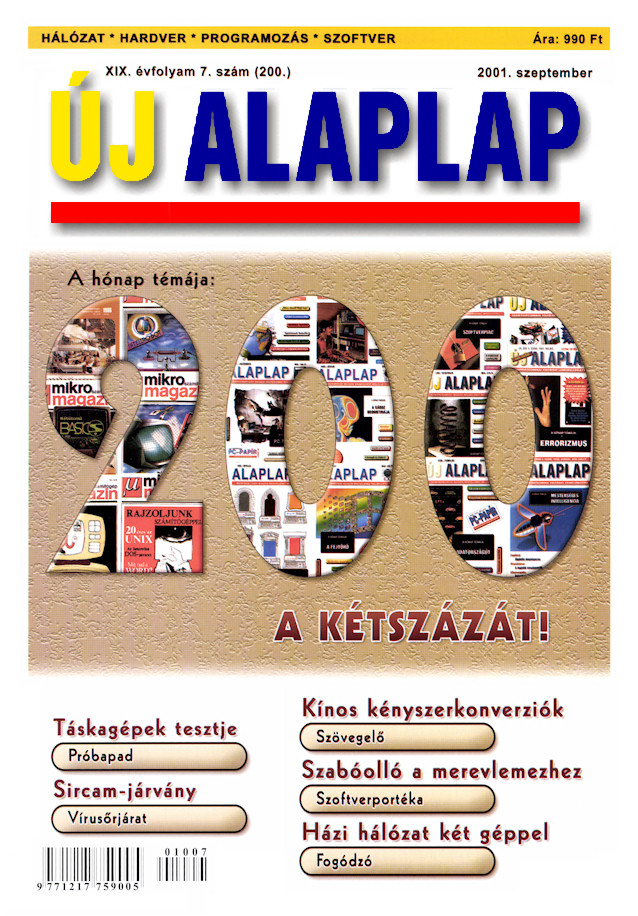
At Új Alaplap 200. számának címlapja

1990-ben a Cédrus Informatikai Rt.-nél főszerkesztőként kialakította a számítástechnikai ismeretterjesztésben úttörő szerepet betöltő Mikroszámítógép Magazin folytatását, a PC-orientált és Magyarországon állandó lemezmelléklettel elsőként megjelenő Alaplap magazint. Az 1993-as kiadóváltás (IDG) után egy évvel, a lap beolvasztásának elkerülésére létrehozta az Új Alaplap Kiadói Kft.-t, az általa kiadott Új Alaplap 2002-ig jelent meg. 1996-ig ez volt a legnépszerűbb hazai számítástechnikai folyóirat, átlagosan 10 ezer körüli példányszámmal.  
Az Új Alaplap Kiadói Kft. 2008-ban egyezséggel zárult felszámolási eljárása után a Grafológiai Intézet által 1995-ben alapított Grafológia című kéthavi szakfolyóirat kiadója. 

## Szakmai közélet
Aktív tevékenységet folytatott több szakmai szervezetben. 
- A Szervezési és Vezetési Tudományos Társaság alapító tagja (1970), a tömegkommunikációs bizottság vezetője, tanfolyam- és konferenciaszervező public relations és reklám témákban.
- A Magyar Reklámszövetség alapító tagja (1975), szakosztályvezetője, elnökségi tagja és 1991-től 1998-ig választott elnöke.
- A Magyar Írástanulmányi Társaság alapító tagja (1988), az 1991-ig megjelent Grafologika c. egyesületi kiadvány kezdeményezője és első szerkesztője.

## Egyéb
- Az Alaplap Könyvek sorozat szerkesztője a Cédrus Kiadónál, több könyv szerkesztője és borítótervezője (Víruslélektan, Tömör gyönyör, Új víruslélektan, Vírushatározó stb.).
- Külföldi szakvásárokon a magyar részvétel sajtófőnöke.
- 1966-ban az év sajtófotója pályázaton 6. helyezett.
- Az „árvíztűrő tükörfúrógép” tesztszöveg kitalálója.
- A Shakespeare-művek valódi szerzőjének kutatója.

## Publikációk
- Marlowe késleltetett feltámadása, avagy a Shakespeare-rejtély kulcsa. Kocsis Kiadó, Budapest, 2023.
- Marlowe lassított feltámadása (1. rész.) Grafológia, 2016/6, pp. 6-15.  https://www.academia.edu/37133299/Marlowe_lass%C3%ADtott_felt%C3%A1mad%C3%A1sa_in_Hungarian_
- Marlowe lassított feltámadása (2. rész.) Grafológia, 2021/1, pp. 1-16. https://www.academia.edu/45033780/Marlowe_lass%C3%ADtott_felt%C3%A1mad%C3%A1sa
- North útinaplója – ahogy Kit leírta.  https://www.academia.edu/49334591/Gra_2021_4_North_naploja_Marlowe_tolla
- Shakespeare = Marlowe.  https://www.academia.edu/45023811/Shakespeare_Marlowe
- Marlowe's delayed resurrection.  https://www.academia.edu/45033834/Marlowes_delayed_resurrection
- North's travel diary – as Kit writ it.  https://www.academia.edu/49334704/Norths_travel_journal_as_Kit_writ_it